# Młodzieżowe Mistrzostwa Polski w Lekkoatletyce 2007
24. Młodzieżowe Mistrzostwa Polski w Lekkoatletyce – zawody lekkoatletyczne dla sportowców do lat 23 organizowane pod egidą Polskiego Związku Lekkiej Atletyki, które odbyły się od 8 do 9 września 2007 roku w Słupsku. 

## Rezultaty

### Mężczyźni
| Konkurencja:                  | 1. miejsce                                                                          | Rezultat    | 2. miejsce                                                                                   | Rezultat    | 3. miejsce                                                                                      | Rezultat    |
| Bieg na 100 m                 | Mateusz Pluta AZS-AWF Kraków                                                        | 10,52       | Jacek Roszko KS Podlasie Białystok                                                           | 10,56       | Fabian Ziółkowski MKL Szczecin                                                                  | 10,62       |
| Bieg na 200 m                 | Kacper Kozłowski AZS-UWM Olsztyn                                                    | 21,21 PB    | Mateusz Pluta AZS-AWF Kraków                                                                 | 21,21       | Krzysztof Jabłoński AZS-AWF Kraków                                                              | 21,33       |
| Bieg na 400 m                 | Kacper Kozłowski AZS-UWM Olsztyn                                                    | 47,06       | Piotr Dąbrowski WLKS Wrocław                                                                 | 47,27 =PB   | Grzegorz Klimczyk TS Olimpia Poznań                                                             | 47,46       |
| Bieg na 800 m                 | Marcin Lewandowski UKL Ósemka Police                                                | 1:52,65     | Mateusz Demczyszak WKS Śląsk Wrocław                                                         | 1:53,13 PB  | Michał Makowski MKS Płońsk                                                                      | 1:53,29 PB  |
| Bieg na 1500 m                | Marcin Lewandowski UKL Ósemka Police                                                | 3:50,68     | Łukasz Parszczyński MKS Polonia Warszawa                                                     | 3:51,01     | Kamil Murzyn KS Cracovia                                                                        | 3:51,95     |
| Bieg na 5000 m                | Kamil Murzyn KS Cracovia                                                            | 13:57,30 PB | Artur Kozłowski MULKS-MOS Sieradz                                                            | 13:58,70 PB | Marcin Chabowski KS Wejher Wejherowo                                                            | 14:02,74 SB |
| Bieg na 3000 m z przeszkodami | Marcin Chabowski KS Wejher Wejherowo                                                | 8:52,81     | Radosław Kłeczek LLKS Osowa Sień                                                             | 8:54,38     | Hubert Pokrop AZS-AWF Wrocław                                                                   | 8:56,41     |
| Bieg na 110 m przez płotki    | Dominik Bochenek Zawisza Bydgoszcz                                                  | 13,97 PB    | Maciej Giza AZS-AWF Kraków                                                                   | 14,44       | Michał Kasperowicz MKL 12 Jelenia Góra                                                          | 15,11 =SB   |
| Bieg na 400 m przez płotki    | Rafał Ostrowski AZS-AWF Katowice                                                    | 51,34 PB    | Krzysztof Klonowicz AZS Łódź                                                                 | 52,02       | Jarosław Cichosz AZS-AWFiS Gdańsk                                                               | 52,20       |
| Sztafeta 4 × 100 m            | AZS-AWF Kraków Krzysztof Jabłoński Dominik Kopeć Marcin Jurkiewicz Mateusz Pluta    | 40,65       | TS Olimpia Poznań Grzegorz Klimczyk Paweł Krzemiński Konrad Michalik Leszek Spychała         | 41,24       | AZS-AWF Gorzów Wlkp. Łukasz Czupryński Damian Potasiński Marcin Walaszczyk Grzegorz Jaroszewicz | 41,97 SB    |
| Sztafeta 4 × 400 m            | TS Olimpia Poznań Łukasz Wicha Mateusz Gościniak Paweł Krzemiński Grzegorz Klimczyk | 3:13,36     | AZS-AWF Gorzów Wlkp. Mateusz Siekierski Łukasz Czupryński Sebastian Papuga Damian Potasiński | 3:15,62     | AZS-UWM Olsztyn Emil Gawryś Michał Podolak Kamil Gawryś Kacper Kozłowski                        | 3:16,02     |
| Skok wzwyż                    | Dawid Piechowski KS Warszawianka                                                    | 2,08        | Łukasz Mróz KS Podlasie Białystok                                                            | 2,08        | Piotr Roszak MKL Szczecin                                                                       | 2,00        |
| Skok o tyczce                 | Mateusz Didenkow KL Gdynia                                                          | 4,80        | Jakub Pewiński SKLA Sopot                                                                    | 4,60        | Michał Różyc RKS Skra Warszawa                                                                  | 4,40        |
| Skok w dal                    | Marcin Starzak AZS-AWF Kraków                                                       | 7,77        | Adrian Świderski WKS Śląsk Wrocław                                                           | 7,56        | Krzysztof Lewandowski MKL Szczecin                                                              | 7,55        |
| Trójskok                      | Adrian Świderski WKS Śląsk Wrocław                                                  | 15,65       | Wojciech Lewandowski AZS-AWF Wrocław                                                         | 15,64       | Karol Kondraciuk AZS-AWF Kraków                                                                 | 15,21       |
| Pchnięcie kulą                | Jakub Giża LKS Mielec                                                               | 18,64       | Marcin Górzyński SKLA Sopot                                                                  | 17,91 PB    | Piotr Golba AZS-AWF Warszawa                                                                    | 17,62       |
| Rzut dyskiem                  | Bartosz Ratajczak AZS Poznań                                                        | 52,98       | Arkadiusz Milkiewicz AZS-AWF Gorzów Wlkp.                                                    | 52,58 PB    | Wojciech Wysocki AZS-AWF Warszawa                                                               | 52,29       |
| Rzut młotem                   | Dominik Szewczyk MUKS Park Zduńska Wola                                             | 65,54       | Michał Mossoń AZS-AWF Wrocław                                                                | 62,15 PB    | Michał Wiercioch AZS-AWF Gorzów Wlkp.                                                           | 59,44       |
| Rzut oszczepem                | Tomasz Rogiński SKLA Sopot                                                          | 73,91 PB    | Dariusz Borowczak AZS-PWSZ Gorzów Wlkp.                                                      | 72,08 PB    | Paweł Roziński SKLA Słupsk                                                                      | 70,68       |
| Dziesięciobój                 | Dawid Pyra AZS-AWF Wrocław                                                          | 7315 pkt.   | Krzysztof Plaskota AZS Opole                                                                 | 6808 pkt.   | Przemysław Piotrowicz KKL Fart Kielce                                                           | 6290 pkt.   |

### Kobiety
| Konkurencja:                  | 1. miejsce                                                                         | Rezultat    | 2. miejsce                                                                         | Rezultat    | 3. miejsce                                                                                | Rezultat    |
| Bieg na 100 m                 | Ewelina Klocek WKS Śląsk Wrocław                                                   | 11,63       | Iwona Brzezińska KS Warszawianka                                                   | 11,66       | Marta Jeschke SKLA Sopot                                                                  | 11,74       |
| Bieg na 200 m                 | Marta Jeschke SKLA Sopot                                                           | 23,75       | Ewelina Klocek WKS Śląsk Wrocław                                                   | 23,81       | Joanna Gabryelewicz AZS-AWF Poznań                                                        | 24,47 SB    |
| Bieg na 400 m                 | Bożena Łukasik RLTL ZTE Radom                                                      | 54,82       | Ewelina Fick AKS Chorzów                                                           | 55,67       | Agnieszka Sowińska KB Sporting Międzyzdroje                                               | 55,77 SB    |
| Bieg na 800 m                 | Agnieszka Miernik WLKS Wrocław                                                     | 2:09,18     | Agnieszka Sowińska KB Sporting Międzyzdroje                                        | 2:10,67     | Monika Głuchowska AZS-AWF Wrocław                                                         | 2:10,84     |
| Bieg na 1500 m                | Dominika Główczewska SKLA Sopot                                                    | 4:18,68     | Renata Pliś MKL Maraton Świnoujście                                                | 4:21,07 SB  | Agnieszka Miernik WLKS Wrocław                                                            | 4:21,47     |
| Bieg na 5000 m                | Katarzyna Kowalska LKS Vectra Włocławek                                            | 15:50,61 PB | Marta Wojtkuńska LKS Vectra Włocławek                                              | 16:04,79 PB | Iwona Lewandowska LKS Vectra Włocławek                                                    | 16:45,09 PB |
| Bieg na 3000 m z przeszkodami | Katarzyna Kowalska LKS Vectra Włocławek                                            | 10:20,27    | Iwona Lewandowska LKS Vectra Włocławek                                             | 10:27,42    | Marta Barcewicz AZS-UWM Olsztyn                                                           | 10:38,00 PB |
| Bieg na 100 m przez płotki    | Kamila Chudzik AZS-AWFiS Gdańsk                                                    | 13,73 PB    | Monika Nabiałek AZS-AWF Wrocław                                                    | 13,80       | Joanna Kacperek AZS-AWF Wrocław                                                           | 14,27       |
| Bieg na 400 m przez płotki    | Edyta Pura AZS-AWF Warszawa                                                        | 59,77 SB    | Aneta Jakóbczak AZS Poznań                                                         | 59,78 SB    | Weronika Zielińska KS Warszawianka                                                        | 1:01,71     |
| Sztafeta 4 × 100 m            | KS Warszawianka Monika Merwa Danuta Młynarczyk Weronika Zielińska Iwona Brzezińska | 47,71       | AZS-AWF Warszawa Edyta Grzyb Elżbieta Druzd Katarzyna Świostek Aleksandra Kniefel  | 48,24       | LKS Lubusz Słubice Agnieszka Stańczyk Monika Grabarek Beata Gorzelańczyk Agnieszka Kasica | 48,31 SB    |
| Sztafeta 4 × 400 m            | AZS-AWF Warszawa Edyta Grzyb Gabriela Blicharska Justyna Zembrzuska Edyta Pura     | 3:52,14     | KS Warszawianka Weronika Zielińska Zofia Nowakowska Monika Merwa Danuta Młynarczyk | 3:58,82     | AKS Chorzów Magdalena Durasiewicz Anna Faj Aleksandra Misiak Ewelina Fick                 | 3:59,35     |
| Skok wzwyż                    | Kamila Stepaniuk KS Podlasie Białystok                                             | 1,78        | Karolina Błażej AZS-AWF Kraków                                                     | 1,76        | Justyna Kasprzycka AZS-AWF Wrocław                                                        | 1,73        |
| Skok o tyczce                 | Paulina Dębska OSOT Gdańsk                                                         | 3,60        | Justyna Ratajczak MKL Szczecin                                                     | 3,50        | Justyna Piskosz SKLA Sopot                                                                | 3,00        |
| Skok w dal                    | Ewelina Modrzejewska LKS Orkan Wlkp. Poznań                                        | 6,28 PB     | Joanna Skibińska MKS Aleksandrów Łódzki                                            | 6,22        | Kamila Chudzik AZS-AWFiS Gdańsk                                                           | 6,15        |
| Trójskok                      | Joanna Skibińska MKS Aleksandrów Łódzki                                            | 13,99       | Magdalena Bachmatiuk PLKS Gwda Piła                                                | 12,88 SB    | Magdalena Kaniecka AZS Łódź                                                               | 12,58 SB    |
| Pchnięcie kulą                | Agnieszka Bronisz MKS-MOS Płomień Sosnowiec                                        | 16,43       | Magdalena Sobieszek AZS-AWF Warszawa                                               | 15,81       | Izabela Koralewska LKS Lubusz Słubice                                                     | 15,34       |
| Rzut dyskiem                  | Izabela Koralewska LKS Lubusz Słubice                                              | 53,45       | Anita Włodarczyk AZS-AWF Poznań                                                    | 51,79 PB    | Katarzyna Jaworowska AZS-AWF Warszawa                                                     | 51,50       |
| Rzut młotem                   | Anita Włodarczyk AZS-AWF Poznań                                                    | 67,37 PB    | Weronika Milkowska RKS Skra Warszawa                                               | 63,00 PB    | Malwina Sobierajska KS Podlasie Białystok                                                 | 62,27       |
| Rzut oszczepem                | Joanna Bałdyga AZS-AWF Warszawa                                                    | 50,61       | Kamila Chudzik AZS-AWFiS Gdańsk                                                    | 50,40 PB    | Katarzyna Mikołajczyk SKLA Słupsk                                                         | 47,99 PB    |
| Siedmiobój                    | Elżbieta Druzd AZS-AWF Warszawa                                                    | 4932 pkt.   | Monika Sośniak Zawisza Bydgoszcz                                                   | 4714 pkt.   | Sabina Murawska AZS-AWFiS Gdańsk                                                          | 4691 pkt.   |

## Chód sportowy
Mistrzostwa w chodzie na 20 kilometrów mężczyzn i w chodzie na 10 kilometrów kobiet zostały rozegrane 1 września w Gdańsku.

### Mężczyźni
| Konkurencja:  | 1. miejsce                          | Rezultat | 2. miejsce                   | Rezultat | 3. miejsce                           | Rezultat |
| Chód na 20 km | Artur Brzozowski LKS Znicz Biłgoraj | 1:25:57  | Jakub Jelonek AZS-AWF Kraków | 1:26:08  | Paweł Łuniewski MKSŁ Konradia Gdańsk | 1:28:02  |

### Kobiety
| Konkurencja:  | 1. miejsce                      | Rezultat | 2. miejsce                      | Rezultat | 3. miejsce                        | Rezultat |
| Chód na 10 km | Katarzyna Kwoka Resovia Rzeszów | 46:04 PB | Paulina Buziak OTG Sokół Mielec | 46:43 PB | Agnieszka Dygacz AZS-AWF Katowice | 47:38 PB |

## Bieg na 10 000 m
Mistrzostwa Polski w biegu na 10 000 metrów zostały rozegrane 22 września w Pile.
| Konkurencja: | 1. miejsce                              | Rezultat | 2. miejsce                            | Rezultat | 3. miejsce                       | Rezultat |
| Mężczyźni    | Artur Kozłowski MULKS-MOS Sieradz       | 30:58,46 | Hubert Pokrop AZS-AWF Wrocław         | 30:58,78 | Radosław Kłeczek LLKS Osowa Sień | 30:59,17 |
| Kobiety      | Katarzyna Kowalska LKS Vectra Włocławek | 33:52,19 | Marta Wojtkuńska LKS Vectra Włocławek | 35:28,56 | Marta Barcewicz AZS-UWM Olsztyn  | 36:45,46 |

## Biegi przełajowe
Mistrzostwa Polski w biegach przełajowych zostały rozegrane 24 listopada w Olszynie. Kobiety startowały na dystansie 4 kilometrów, a mężczyźni na 6 kilometrów.
| Konkurencja:     | 1. miejsce                              | Rezultat | 2. miejsce                               | Rezultat | 3. miejsce                       | Rezultat |
| Mężczyźni (6 km) | Kamil Murzyn WKS Śląsk Wrocław          | 20:13    | Łukasz Parszczyński MKS Polonia Warszawa | 20:14    | Radosław Kłeczek LLKS Osowa Sień | 20:15    |
| Kobiety (4 km)   | Katarzyna Kowalska LKS Vectra Włocławek | 15:55    | Marta Wojtkuńska LKS Vectra Włocławek    | 16:03    | Dominika Główczewska SKLA Sopot  | 16:19    |